# O Canada
O Canada é o hino oficial do Canadá. Não confundir com God Save the King, que é o hino real do país, e que foi o hino oficial do Canadá até 1980, quando foi substituído pelo O Canada.
Composto por Calixa Lavallée em 1880, O Canada foi tocado pela primeira vez na Saint-Jean-Baptiste Society, em Quebec, naquele mesmo ano, como canção patriótica franco-canadense. A versão em inglês só foi escrita dez anos depois.
A música foi aos poucos se tornando conhecida popularmente como um canto patriótico canadense, tanto no Quebec (onde foi originalmente criada em francês), como também nas outras províncias anglófonas do Canadá. A canção se tornou de fato um hino nacional em 1939, quando da visita do rei George VI a Ottawa e foi adotada de maneira oficial por um ato parlamentar datado de 1º de julho de 1980. As letras da versão em inglês foram alteradas em 1968 por uma comissão mista do Senado e da Câmara dos Deputados, nada sendo afetada na versão francesa.
As duas versões, apesar de possuírem letras diferentes, possuem a mesma melodia. Ambas são compostas de quatro estrofes, mas geralmente só a primeira delas e o refrão são cantados. Uma versão bilíngue também foi criada e utilizada em eventos nacionais ou internacionais.
Em 2002, quando da visita ao Canadá do Papa João Paulo II, ele cantou os terceiro e quarto versos do hino "Já que vosso braço pode segurar a espada, Ele pode segurar a cruz" (em português) para lembrar das origens cristãs do país e do hino.
Em 2018, O Parlamento do Canadá aprovou um projeto de lei para tornar a versão anglofônica mais neutra em termos de gênero. A  mudança foi na segunda linha do hino onde antes era "em todos os teus filhos comanda", para "em todos nós comanda". 